# Ik

Glífo de códice que caracteriza al ik

El ik, ik´ o iik’ es el segundo día del sistema calendárico del tzolkin y simboliza al viento.  Otras asociaciones respecto a este día es el «rumbo norte», el color blanco y la deidad dios B o Chaac. Los mayas veían el símbolo de este día con dualidad ya que para ellos las ráfagas de viento podían traer enfermedades y fenómenos meteorológicos tanto como el aire necesario para el nacimiento y vida de los seres vivos.